# Новомиколаївка (Нікопольський район)
Новомикола́ївка — село в Україні, у Томаківській селищній громаді Нікопольського району Дніпропетровської області. Населення — 141 мешканець.

## Географія
Село Новомиколаївка розташоване на відстані 1 км від села Урожайне і за 1,5 км від села Високе.